# Kévin Gameiro
Kévin Gameiro (n. 9 mai 1987, Senlis, Picardie⁠(d), Franța) este un fotbalist francez liber de contract care evoluează pe postul de atacant.

## Statistici de club

### Club
La 25 mai 2019.
| Club                | Sezon         | Campionat | Campionat | Cupă | Cupă | Europe | Europe | Total | Total |
| Club                | Sezon         | M         | G         | M    | G    | M      | G      | M     | G     |
| ------------------- | ------------- | --------- | --------- | ---- | ---- | ------ | ------ | ----- | ----- |
| Strasbourg          | 2005–06       | 8         | 1         | 1    | 2    | 3      | 2      | 12    | 5     |
| Strasbourg          | 2006–07       | 16        | 3         | 4    | 3    | 0      | 0      | 20    | 6     |
| Strasbourg          | 2007–08       | 34        | 6         | 2    | 0    | 0      | 0      | 36    | 6     |
| Strasbourg          | Total         | 58        | 10        | 7    | 5    | 3      | 2      | 68    | 17    |
| Lorient             | 2008–09       | 37        | 11        | 2    | 2    | 0      | 0      | 39    | 13    |
| Lorient             | 2009–10       | 35        | 17        | 5    | 2    | 0      | 0      | 40    | 19    |
| Lorient             | 2010–11       | 36        | 22        | 5    | 2    | 0      | 0      | 41    | 24    |
| Lorient             | Total         | 108       | 50        | 12   | 6    | 0      | 0      | 120   | 56    |
| Paris Saint-Germain | 2011–12       | 34        | 11        | 4    | 2    | 7      | 1      | 45    | 14    |
| Paris Saint-Germain | 2012–13       | 25        | 8         | 5    | 1    | 3      | 0      | 33    | 9     |
| Paris Saint-Germain | Total         | 59        | 19        | 9    | 3    | 10     | 1      | 78    | 23    |
| Sevilla             | 2013–14       | 35        | 15        | 1    | 0    | 12     | 6      | 48    | 21    |
| Sevilla             | 2014–15       | 26        | 8         | 6    | 5    | 12     | 4      | 44    | 17    |
| Sevilla             | 2015–16       | 31        | 16        | 6    | 3    | 15     | 10     | 52    | 29    |
| Sevilla             | Total         | 92        | 39        | 13   | 8    | 39     | 20     | 144   | 67    |
| Atlético Madrid     | 2016–17       | 31        | 12        | 6    | 2    | 9      | 2      | 46    | 16    |
| Atlético Madrid     | 2017–18       | 25        | 7         | 3    | 1    | 7      | 3      | 37    | 11    |
| Atlético Madrid     | Total         | 56        | 19        | 9    | 3    | 16     | 5      | 81    | 27    |
| Valencia            | 2018–19       | 33        | 6         | 9    | 3    | 13     | 3      | 55    | 12    |
| Valencia            | Total         | 33        | 6         | 9    | 3    | 13     | 3      | 55    | 12    |
| Total carieră       | Total carieră | 406       | 143       | 59   | 28   | 81     | 32     | 546   | 202   |

### Internațional
La 11 decembrie 2013..
| Națională | Sezon   | Meciuri | Goluri | Pase de gol |
| --------- | ------- | ------- | ------ | ----------- |
| Franța    | 2010–11 | 5       | 1      | 0           |
| Franța    | 2011–12 | 3       | 0      | 0           |
| Total     | Total   | 8       | 1      | 0           |

### Goluri internaționale
| 1. | 6 June 2011 | Donbass Arena, Donețk, Ucraina | Ucraina | 1–1 | 1–4 | Meci amical |  |  |  |  |  |
|    |             |                                |         |     |     |             |  |  |  |  |  |

## Palmares
Paris Saint-Germain
- Ligue 1 (1): 2012–13